# Coll de la Creu del Canonge
El Coll de la Creu del Canonge és una collada situada a 1.026,2 m alt en el límit dels termes municipal de Maçanet de Cabrenys, de la comarca de l'Alt Empordà i comunal de Sant Llorenç de Cerdans, a la comarca del Vallespir (Catalunya del Nord).
Està situat a l'extrem sud-est del terme de Sant Llorenç de Cerdans i al nord-oest del de Maçanet de Cabrenys, a prop i al nord d'on aquests dos termes es troben amb el d'Albanyà, també de l'Alt Empordà. El triterme el marca la Creu del Canonge. Aquest coll és molt a prop al sud-est del Coll de la Pedra Dreta.